# Elisabeth-TweeSteden Ziekenhuis
Het Elisabeth-TweeSteden Ziekenhuis (ETZ) is een ziekenhuis met vestigingen in Tilburg en Waalwijk in de Nederlandse provincie Noord-Brabant. Het ziekenhuis is ontstaan door een fusie van het TweeSteden Ziekenhuis en het St. Elisabeth Ziekenhuis.

## Geschiedenis

### Fusie
Vanwege de problemen die in Nederland binnen de gezondheidszorg speelden, besloten het TweeSteden Ziekenhuis en het St. Elisabeth Ziekenhuis te fuseren. Deze fusie werd op 2 november 2012 goedgekeurd door de NMA, nadat de ziekenhuizen, in reactie op zorgen van de NMA, hadden toegezegd tot 2016 hun prijsstijgingen onder het landelijk gemiddelde te houden. De vestigingen blijven open, maar sommige specialismen worden geconcentreerd per locatie; neurologie in het St. Elisabeth en cardiologie in het Tweesteden. Door de schaalvergroting die deze fusie met zich meebracht alsmede door afspraken binnen het regionale oncologische netwerk "Embraze" werd het ETZ een van de grootste centra voor gastro-intestinale chirurgie in Nederland.

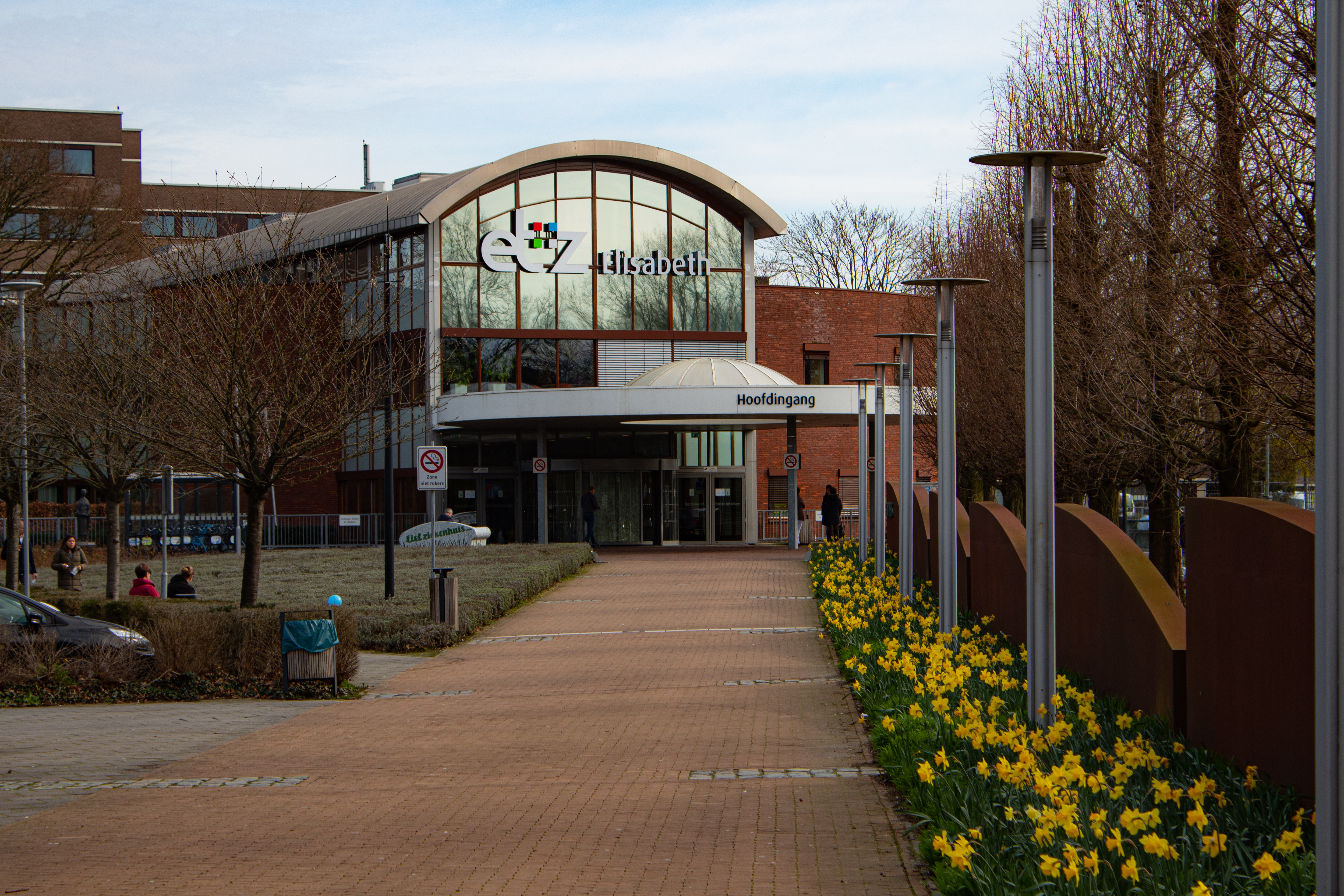
Etz Elisabeth Ziekenhuis in voorjaar van 2020

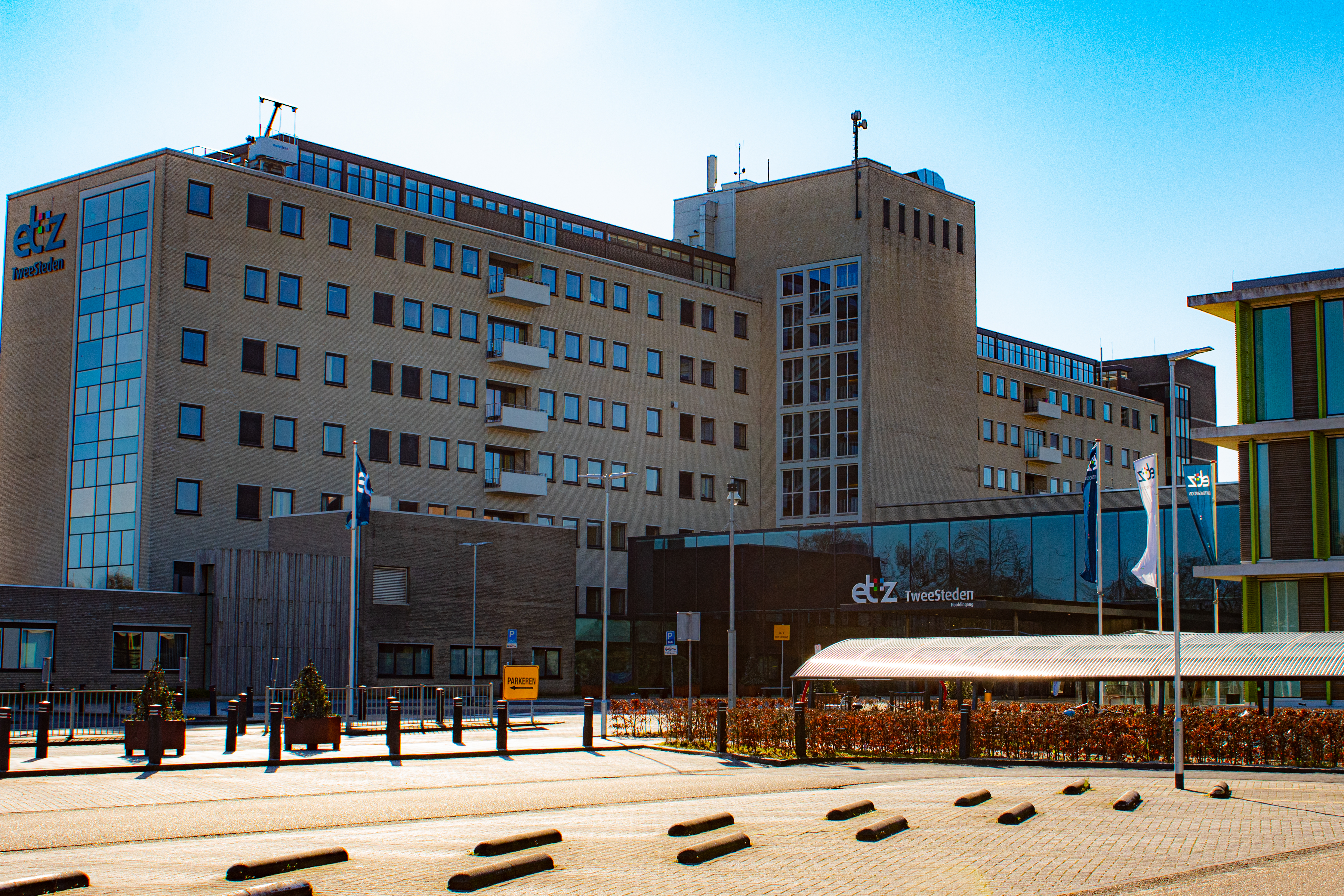
ETZ TweeSteden in 2020

## Locaties
De drie locaties van het Elisabeth-TweeSteden Ziekenhuis zijn:
- ETZ TweeSteden - Dr. Deelenlaan 5, 5042 AD Tilburg
- ETZ Waalwijk - Kasteellaan 2, 5141 BM Waalwijk
- ETZ Elisabeth - Hilvarenbeekseweg 60, 5022 GC Tilburg

Verder is er nog een poliklinische locatie in Oisterwijk.
Aan de westkant van de locatie Tweesteden, aan de Brugstraat, bevindt zich het onafhankelijke Instituut Verbeeten voor radiotherapie en nucleaire geneeskunde dat in de regio vooral bekend is om de bestralingen voor kankerpatiënten. Organisatorisch is dit een apart ziekenhuis. Aan de overkant van de Dr. Eygenraamstraat, tussen het ziekenhuis en het Wilhelminakanaal, ligt verder De Hazelaar, behandelcentrum voor verzorging, verpleging en reactivering.